# Кристи, Джеймс (сын)
Джеймс Кристи (англ. James Christie; 1773 — 2 февраля 1831) — английский антиквар и публицист, сын основателя аукциона «Кристи».
Написал: «An Inquiry into the ancient greek game, supposed to have been invented by Palamedes» (Лондон, 1801; курьезное исследование о начале шахматной игры); «Disquisition upon the etruscan vases» (Л., 1806), «Essay on the earliest species of idolatry» (Норвич, 1814); «An Enquiry on the early history ot greek Sculpture» (Лонд., 1832) и др.